# Саржематы (гора)
Саржематы (Сартыматы, алт. Сары-Јӱмат) — гора на юге Алтайских гор, административно расположена в Кош-Агачском районе Республики Алтай (Россия).
Высота — 3499,9 м над уровнем моря. Видимость с горы до 20 км.
Гора расположена на хребте Сайлюгем, в конце лога Таркатту, практически у самой границы с Монголией. Северный склон горы покрыт ледником. С востока гору огибает одноимённая река. Гора и прилегающая территория является частью Сайлюгемского национального парка.
Алтайское название горы — Сары-Јӱмат (алт. сары — «жёлтый»). Недалеко есть также гора Кара-Јӱмат (алт. кара — «чёрный»). Название Јӱмат обычно связывается с формой алтайского глагола јӱм — «закрывать», однако подобная трактовка сомнительна как по смыслу, так и по грамматическим причинам.
В 2018 году Фонд президентских грантов поддержал проект «Снежный барс и аргали — повелители горных вершин Охрана аргали и снежного барса на хребте Саржематы и развитие экологического туризма с вовлечением местных жителей (чабанов).» Основной целью проекта является сохранение популяций аргали и снежного барса.